# Acanthocyt

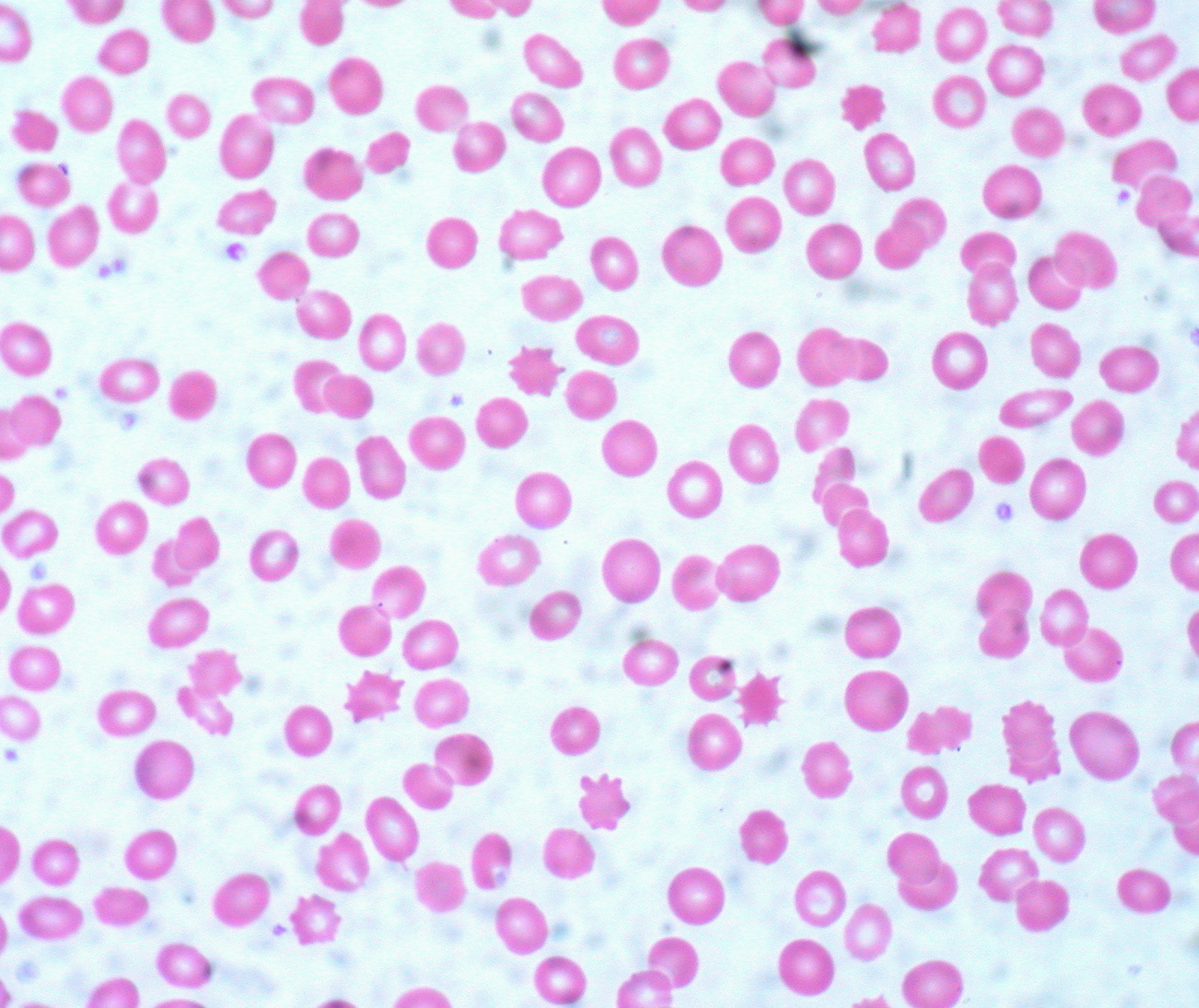
Acanthocyten, uit perifeer bloed (het bloed aan de buitenzijde van het beenmerg) onder lichtmicroscopie. Let op de onregelmatig gevormde, niet-ronde cellen in de afbeelding.

Acanthocyt (van het Griekse woord ἄκανθα acantha, dat 'doorn' betekent), verwijst in de biologie en geneeskunde naar een abnormale vorm van rode bloedcellen met een puntig celmembraan door de doornige uitsteeksels. Een andere term is spoorcellen. De toename van het celoppervlak wordt veroorzaakt door een verhoogde opname van cholesterol in het celmembraan. Vaak kunnen ze worden verward met echinocyten en schizocyten.
Acanthocyten hebben als gevolg van een mismatch tussen het celvolume en het celmembraan hebben ze grove, onregelmatig verdeelde kartels van variabele grootte, die lijken op veelpuntige sterren. Ze worden gezien in dikkedruppelpreparaten bij abetalipoproteïnemie, cirrose, chorea-acanthocytose, McLeod-syndroom en verschillende erfelijke neurologische en andere aandoeningen zoals neuroacanthocytose,anorexia nervosa, pyknocytose bij baby's, hypothyreoïdie, idiopathische neonatale hepatitis, alcoholisme, congestieve splenomegalie, Zieve's syndroom en chronische granulomateuze ziekte.

## Voorkomen
Spoorcellen kunnen als synoniemen verwijzen naar acanthocyten, of kunnen in sommige bronnen verwijzen naar een specifieke subset van 'extreme acanthocyten' die miltmodificatie hebben ondergaan, waarbij bijkomend celmembraanverlies de spicula heeft afgestompt en de cellen sferocytisch zijn geworden ('sferoacanthocyt'), zoals gezien bij sommige patiënten met een ernstige leverziekte.
Acanthocytose kan in het algemeen verwijzen naar de aanwezigheid van dit type gekartelde rode bloedcellen, zoals kan worden aangetroffen bij ernstige cirrose of pancreatitis, maar kan specifiek verwijzen naar abetalipoproteïnemie, een klinische aandoening met acanthocytische rode bloedcellen, neurologische problemen en steatorroe. Deze specifieke oorzaak van acanthocytose (ook bekend als abetalipoproteïnemie, apolipoproteïne B-deficiëntie en Bassen-Kornzweig-syndroom) is een zeldzame, genetisch overgeërfde, autosomaal recessieve aandoening die wordt veroorzaakt door het onvermogen om voedingsvetten in de darmen volledig te verteren als gevolg van verschillende mutaties van het microsomale triglyceride-transfereiwit (MTTP) gen.

## Pathofysiologie

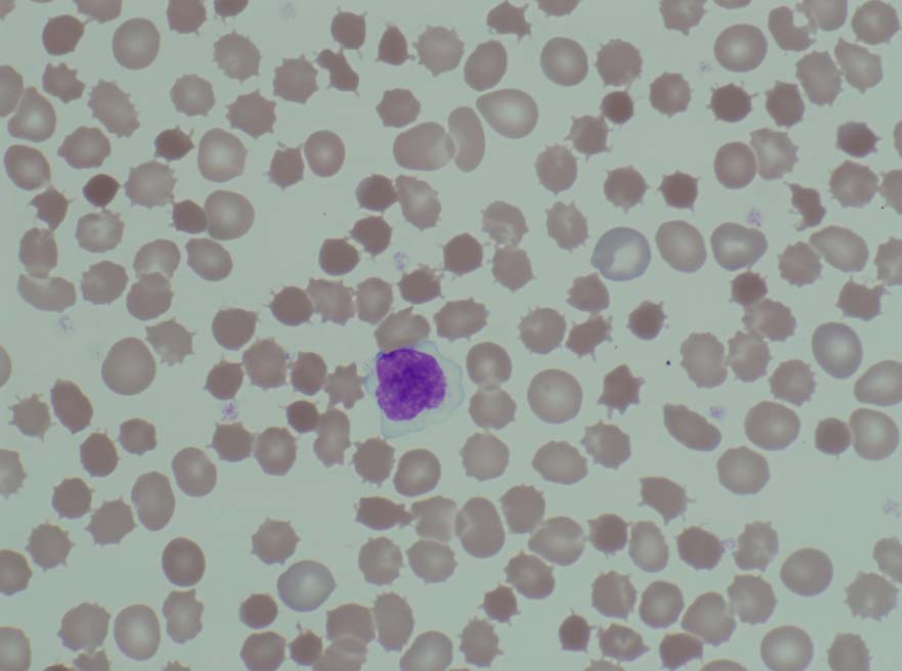
Acanthocytose bij een patiënt met abetalipoproteïnemie

Acanthocyten komen voort uit veranderingen in membraanlipiden of structurele eiwitten. Veranderingen in membraanlipiden worden gezien bij abetalipoproteïnemie en leverdisfunctie. Veranderingen in structurele membraaneiwitten worden gezien bij neuroacanthocytose en het McLeod-syndroom.
Bij leverdisfunctie hoopt apolipoproteïne A-II-deficiënt lipoproteïne zich op in het plasma, wat een verhoogd cholesterolgehalte in de rode bloedcellen veroorzaakt. Dit veroorzaakt afwijkingen aan het membraan van de rode bloedcellen, waardoor hermodellering van de milt en de vorming van acanthocyten ontstaat.
Bij abetalipoproteïnemie is er een tekort aan lipiden en vitamine E, wat een abnormale morfologie van de rode bloedcellen veroorzaakt.
Als onderdeel van hematurie kunnen ook acanthocyten (acanthocyturie) in de urine voorkomen. Detectie wordt uitgevoerd door fasecontrastmicroscopisch onderzoek van het urinesediment. Ringvormige erytrocyten met vesiculaire uitsteeksels (“Mickey Mouse-oren”) zijn typisch. Als het aandeel erytrocyten in het urinesediment meer dan 5% bedraagt, duidt dit op glomerulonefritis of andere schade ter hoogte van de glomeruli als oorzaak van microscopische hematurie. Bij alle andere oorzaken van hematurie worden geen acanthocyten waargenomen.

## Differentiaaldiagnose

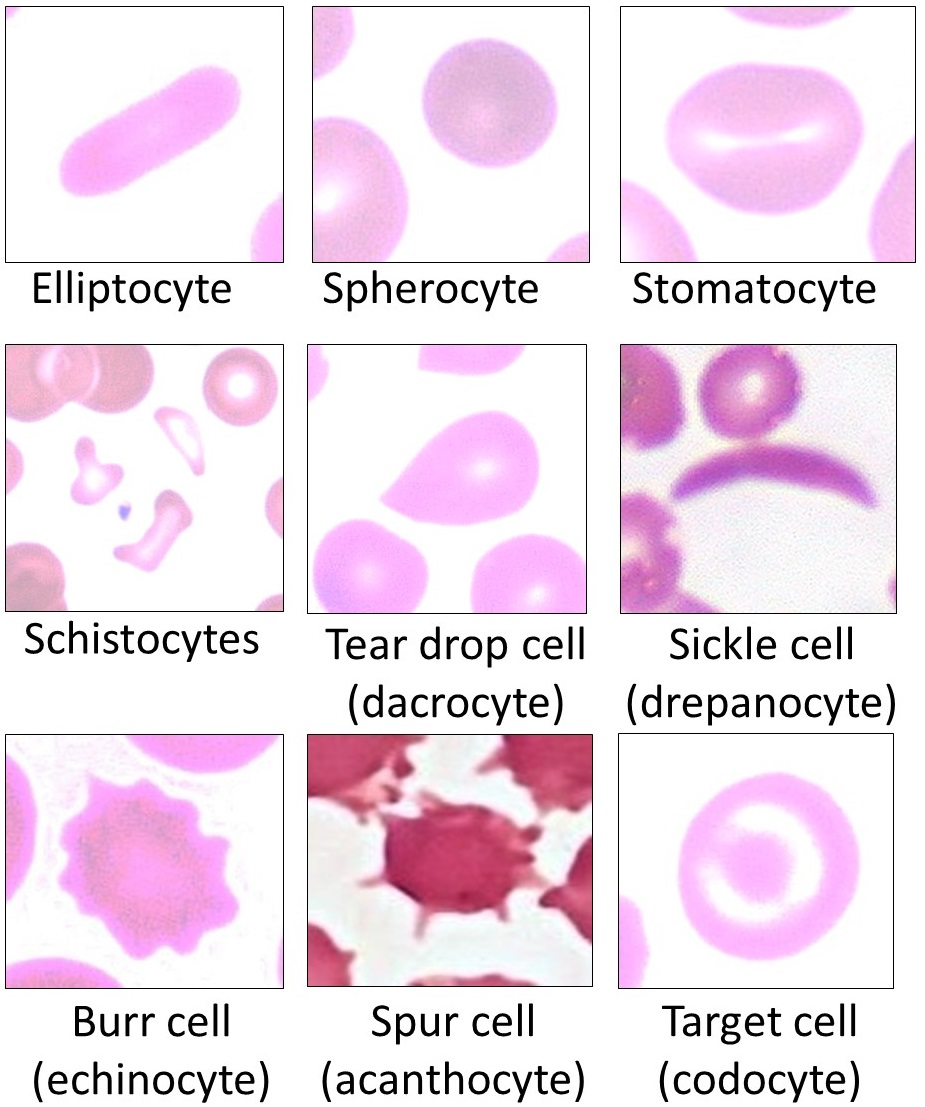
Acanthocyten vergeleken met andere vormen van poikilocytose.
De diagnose van acanthocytose moet worden onderscheiden van acute of chronische bloedarmoede, hepatitis A, B en C, hepatorenaal syndroom, hypopituïtarisme, malabsorptiesyndromen en ondervoeding.
Acanthocytose als gevolg van ondervoeding, zoals anorexia nervosa en cystische fibrose, verdwijnt zodra het voedingstekort wordt opgelost. Acanthocytachtige cellen kunnen worden aangetroffen bij hypothyreoïdie, na splenectomie en bij myelodysplasie.
Acanthocyten moeten worden onderscheiden van echinocyten, die ook wel 'braamcellen' worden genoemd, die, hoewel gekarteld, verschillend zijn doordat ze met regelmatige tussenpozen meerdere, kleine, uitstekende stekels op het celmembraan hebben. Echinocyten impliceren meestal uremie(urine in bloed), maar worden bij veel aandoeningen gezien, waaronder milde hemolyse bij hypomagnesiëmie en hypofosfatemie, hemolytische anemie bij langeafstandslopers en pyruvaatkinasedeficiëntie. Acanthocyten kunnen ook in vitro ontstaan als gevolg van een verhoogde pH, bloedopslag, ATP-uitputting, calciumophoping en contact met glas. Acanthocyten moeten ook worden onderscheiden van keratocyten, ook wel 'hoorncellen' genoemd, die enkele zeer grote uitsteeksels hebben.